# Елдырёва, Татьяна Фёдоровна
Татьяна Фёдоровна Елдырёва (1927 — 2000) — советский передовик сельскохозяйственного производства, звеньевая колхоза им. Ленина Вурнарского района, Герой Социалистического Труда (1948).

## Биография
Родилась 23 января 1927 года в деревне Кольцовка Ядринского уезда Чувашской АССР (ныне Вурнарского района Чувашии). Работала полеводом, звеньевой полеводческой бригады колхоза имени Сталина (в дальнейшем имени Ленина) Вурнарского района.
Награждена орденом Ленина, медалями.

## Высшая награда
В 1947 году звено Т. Ф. Елдырёвой получило урожай пшеницы 33,71 центнеров с гектара на площади 13,4 гектара и ржи 30,65 центнеров с гектара на площади 19,8 га.
Указом Президиума Верховного Совета СССР от 19 марта 1948 года за получение высоких урожаев пшеницы и ржи при выполнении колхозом обязательных поставок и натуроплаты за работу МТС в 1947 году и обеспеченности семенами зерновых культур для весеннего сева 1948 года Татьяне Фёдоровне Елдырёвой присвоено звание Героя Социалистического Труда с вручением ордена Ленина и золотой медали «Серп и Молот».